# Quique Costas
Enrique Álvarez Costas, detto Quique (Vigo, 16 gennaio 1947), è un allenatore di calcio ed ex calciatore spagnolo, di ruolo difensore.

## Carriera

### Club
Ha sempre giocato nel campionato spagnolo, vestendo dapprima la maglia del Celta Vigo, con cui ha collezionato oltre 100 presenze nella Liga. Trasferitosi al Barcellona, nell'estate del 1971, sarà protagonista dei successi in Spagna (Campionato e Copa del Rey) oltre che in Europa (Coppa delle Coppe). Ritiratosi nel 1980 si dedicherà alla carriera da allenatore, militando sempre sulla panchina delle giovanili del club catalano.

### Nazionale
Ha collezionato 13 presenze con la maglia della Nazionale spagnola, con la quale ha esordito nel 1970.

## Palmarès

### Club

#### Competizioni nazionali
- Campionato spagnolo: 1

Barcellona: 1973-1974
- Coppa di Spagna: 1

Barcellona: 1977-1978

#### Competizioni internazionali
- Coppa delle Coppe: 1

Barcellona: 1978-1979